# Spybot Search & Destroy
Spybot Search & Destroy – darmowy program służący do usuwania z systemu Windows modułów szpiegujących oraz innych modułów szkodzących użytkownikowi. W tym celu Spybot skanuje zarówno dysk twardy, jak i pamięć RAM. Wykrywa również kilka najpopularniejszych trojanów i keyloggerów.
Aplikacja została napisana przez niemieckiego programistę Patricka Michaela Kolla i jest dystrybuowana na zasadach licencji freeware.